# Bugisan
Bugisan is een bestuurslaag in het regentschap Klaten van de provincie Midden-Java, Indonesië. Bugisan telt 3211 inwoners (volkstelling 2010).